# Apache Kudu
Apache Kudu es un almacén de datos orientado a columnas, gratuito y de código abierto, del ecosistema Apache Hadoop. Es compatible con la mayoría de los marcos de procesamiento de datos en el entorno Hadoop. Proporciona completitud a la capa de almacenamiento de Hadoop para permitir análisis rápidos de datos rápidos.
El proyecto de código abierto para construir Apache Kudu comenzó como un proyecto interno en Cloudera. La primera versión Apache Kudu 1.0 se lanzó el 19 de septiembre de 2016.

## Comparación con otros motores de almacenamiento
Kudu fue diseñado y optimizado para cargas de trabajo OLAP. Al igual que HBase, es un almacén en tiempo real que admite la búsqueda y mutación de registros indexados por clave. Kudu se diferencia de HBase porque el modelo de datos de Kudu es un modelo relacional más tradicional, mientras que HBase no tiene esquema. La representación en disco de Kudu es verdaderamente columnar y sigue un diseño de almacenamiento completamente diferente al de HBase/ Bigtable.